# Phasmahyla timbo
Phasmahyla timbo es una especie de anfibio anuro de la familia Phyllomedusidae. Es endémica de Brasil.

## Distribución
Esta especie es endémica de Brasil y se encuentra a 800 m de altitud en la Sierra del Timbó en Amargosa, en el Estado de Bahía.